# Cüneyt Köz
Cüneyt Köz (* 12. Oktober 1992 in Kösching) ist ein deutschtürkischer Fußballspieler.

## Karriere
Köz ist in Lenting aufgewachsen und begann das Fußballspielen beim dortigen TSV. Im Alter von zehn Jahren schloss er sich der Jugendabteilung des MTV Ingolstadt an und wurde wenig später in die Bayernauswahl berufen. Hierdurch erregte er das Interesse von größeren Vereinen und wechselte schließlich 2005, im Alter von zwölf Jahren, in die C-Jugend des FC Bayern München. Dort erreichte Köz 2009 mit der B-Jugend-Mannschaft das Finale um die Deutsche B-Jugend-Meisterschaft, das trotz seines 1:0-Führungstreffers mit 1:3 gegen den VfB Stuttgart verloren ging.
Noch als A-Jugend-Spieler debütierte er in der zweiten Mannschaft, die am 8. Mai 2010, dem letzten Spieltag der Saison 2009/10, im Auswärtsspiel bei Kickers Offenbach in der 3. Liga mit 1:4 verlor; er wurde in der 56. Spielminute für Saër Sène eingewechselt. Nach weiteren neun Drittliga-Einsätzen von Köz in der folgenden Saison 2010/11 stieg er mit seinem Team zum Ende der Spielzeit ab in die Regionalliga Süd. Am 18. Mai 2011 bestritt Köz seinen ersten Einsatz für die erste Mannschaft in einem Freundschaftsspiel bei Zenit Sankt Petersburg, als er dort in der 86. Minute für Anatolij Tymoschtschuk eingewechselt wurde. Am 28. Oktober 2011 (15. Spieltag) erzielte er mit dem Treffer zum zwischenzeitlichen 2:0 beim 4:1-Sieg im Heimspiel gegen den SC Pfullendorf sein erstes Regionalligator.
Am 10. Mai 2012 löste Köz seinen noch bis 2013 laufenden Vertrag beim FC Bayern München und unterzeichnete einen Zweijahresvertrag beim Zweitligisten Dynamo Dresden. Ohne Einsatz für die Dresdner wurde er am 30. Januar 2013 an den Drittligisten Preußen Münster bis Ende der Saison ausgeliehen. Für seinen Leihverein bestritt er insgesamt sieben Ligaspiele.
Nach Ablauf des Leihgeschäfts wurde Köz' Vertrag mit Dynamo Dresden im beiderseitigen Einvernehmen aufgelöst. Köz wechselte zum türkischen Erstligisten Kayserispor, für den er am 5. Oktober 2013 (7. Spieltag) – in der 76. Minute für Srđan Mijailović eingewechselt – bei der 0:1-Niederlage im Heimspiel gegen Gaziantepspor debütierte.
Am Saisonende stieg er mit dem Verein als Tabellensechzehnter in die 2. Liga ab.
Im Januar 2016 wechselte er zum Zweitligisten Balıkesirspor, zu Saisonbeginn 2019/20 zum Ligakonkurrenten Bursaspor.

## Erfolge
- Zweiter der B-Jugend-Meisterschaft 2009